# شهرستان اوفیمسکی
شهرستان اوفیمسکی (به لاتین: Ufimsky District) یک شهرستان در روسیه است که در باشقیرستان واقع شده‌است.